# La Sauvagère
La Sauvagère foi uma comuna francesa na região administrativa da Normandia, no departamento Orne. Estendia-se por uma área de 26,74 km². Em 2010 a comuna tinha 1 787 habitantes (densidade: 66,8 hab./km²).
Em 1 de janeiro de 2016, passou a formar parte da nova comuna de Les Monts d'Andaine.